# Andrew Bolton
Andrew Bolton (ur. 24 stycznia 1980 w New Haven) – amerykański wioślarz.

## Osiągnięcia
- Mistrzostwa Świata – Mediolan 2003 – ósemka wagi lekkiej – 2. miejsce[1].
- Mistrzostwa Świata – Eton 2006 – dwójka bez sternika wagi lekkiej – 11. miejsce[1].
- Mistrzostwa Świata – Monachium 2007 – czwórka bez sternika wagi lekkiej – 11. miejsce[1].
- Mistrzostwa Świata – Linz 2008 – ósemka wagi lekkiej – 1. miejsce[1].